# 利米·森
利米·森（1981年9月21日—，生于加爾各答）是印度的演員。

## 個人生活
利米·森的臉形有些令人想到印度的原著居民，她身材上也有完好的曲線，便利她獲得某些角色。

## 電影事業
利米·森原先到孟買應徵可口可樂的廣告模特，得到Priyadarshan導演賞識而進入電影界，今天她已經在寶萊塢站住了腳跟。 
以下為近年的主要電影：
- Amitabh Bachchan的電影《Baghban》
- Yash-Raj2004年大片《Dhoom》
- 《Phir Hera Pheri》
- 《Golmaal》
- Yash-Raj的2006年大片《Dhoom 2》

## 外部連結
- 利米·森（Rimii Sen）的公式網
- Internet Movie Database (IMDb) entry of Rimi Sen （页面存档备份，存于）
- 有關Remi Sen的爭議 （页面存档备份，存于）